# Guerre de Jinshin
La guerre de Jinshin (壬申の乱, Jinshin no Ran) était une guerre de succession qui a eu lieu au Japon en 672 à la suite de la mort de l'empereur Tenji (ou Tenchi). À l'origine, Tenji avait désigné son frère le prince Ōama comme successeur, mais avait ensuite changé d'avis à la naissance de son fils le prince Ōtomo en faveur de ce dernier. 

## Origine du conflit
À l'origine, Tenji avait désigné son frère cadet le prince Ōama comme successeur au trône impérial. Cependant, en 671, il nomme finalement son fils, Ōtomo, au rang de ministre des affaires suprêmes (Daijō-daijin), faisant alors de lui un potentiel candidat à la succession.
Alors qu'il sent sa fin approcher, Tenji demande à son frère, Ōama, de lui succéder. Ōama, trouvant cette demande plus que suspecte, refuse tout de suite et déclare « vouloir devenir moine et prier pour le rétablissement de son frère ». Il se fait alors tonsurer et part dans les montagnes de Yoshino pour se retirer dans un palais.
En 672, Tenji décède, et Ōtomo devient empereur en prenant le nom de Kōbun. La Cour se divise alors : d'un côté, les partisans de l'empereur Kōbun, et de l'autre, ceux d'Ōama, ce qui va déboucher sur une guerre civile.

## Déroulement
La sévère défaite du Yamato contre le Royaume de Silla de Corée et l'empire chinois des Tang en 663 lors de la bataille de Hakusukinoe, ainsi que le comportement tyrannique de Tenji, laissent de nombreux mécontents qu'Ōama parvient à regrouper. Il revient alors à la tête d'une armée et marche vers l'est et la capitale de l'époque, Omikyō (province d'Ōmi), au travers des provinces de Yamato, d'Iga et Mino, et rencontre celle de Kōbun dans le nord-est de la province de Mino (aujourd'hui Sekigahara). Plusieurs batailles ont alors lieu entre les deux clans. Le 22 du septième mois 672 à lieu la bataille de Seta (ou Setabashi), au cours de laquelle l'armée d'Ōama sort victorieuse. Vaincu, l'empereur Kōbun est contraint au suicide.

## Après le conflit
Grâce à sa victoire, Ōama devient empereur sous le nom  de Temmu (ou Tenmu). Il règnera jusqu'à sa mort en 686. Durant ses années de règne, il fera du "souverain un personnage plus lié aux cultes des divinités locales", favorisera la progression du bouddhisme, imposera le Yamato comme monarchie à part entière, et centralisera davantage cette dernière en la faisant basculer vers un régime bureaucratique.
C'est notamment sous son règne que le titre d'ôkimi 大王 (roi), donné au souverain du Yamato, est abandonné en faveur de celui de tennō 天皇 (empereur). De même, c'est sous son règne que le Yamato devient Nihon 日本 (littéralement origine du soleil), c'est-à-dire le  Japon.